# Аспелин, Герт
Герт Эдвард Кристиан Аспелин (швед. Gert Edward Christian Aspelin, 24 октября 1944, Гётеборг, Вестра-Гёталанд, Швеция — 10 октября 2018, Чивик, Скания, Швеция) — шведский художник.

## Биография
Герт Аспелин родился в семье профессора философии Гуннара Аспелина. Герт учился в школе живописи Сконе в 1961 году, школе живописи Форум в Мальмё в 1962 году и в Королевской академии свободных искусств в Стокгольме у Филипа фон Шанца с 1964 по 1969 год.
Герт дебютировал в 1962 году на осеннем салоне Skånes konstförening и в 1966 году провёл свою первую персональную выставку En reseberättelse (история путешествий) в галерее Карлссон в Стокгольме. Аспелин представлен в Гётеборгском художественном музее, Художественном музее Кальмара, Художественном музее Норрчёпинга и Музее современного искусства.
В 1964 году Герт женился на Биргитте Кьелльквист. У этой пары родилось двое детей.

## Общественные работы
- Текстильная аппликация, совместно с Биргиттой Кьелльквист, Большой зал суда в окружном суде Хальмстада (1978)[6]
- Больница Симрисхамна (1984)
- Картина в зале Шведского жилищного агентства в Карлскруне (1989—1990)
- Библиотека Симрисхамна (1990)
- Фреска в Музее истории медицины в Стокгольме (1995)

## Избранная библиография
- Bildanalys,совместно с Ильвой Хольм (1973)
- Sandskrift (1988)